# طور لافس

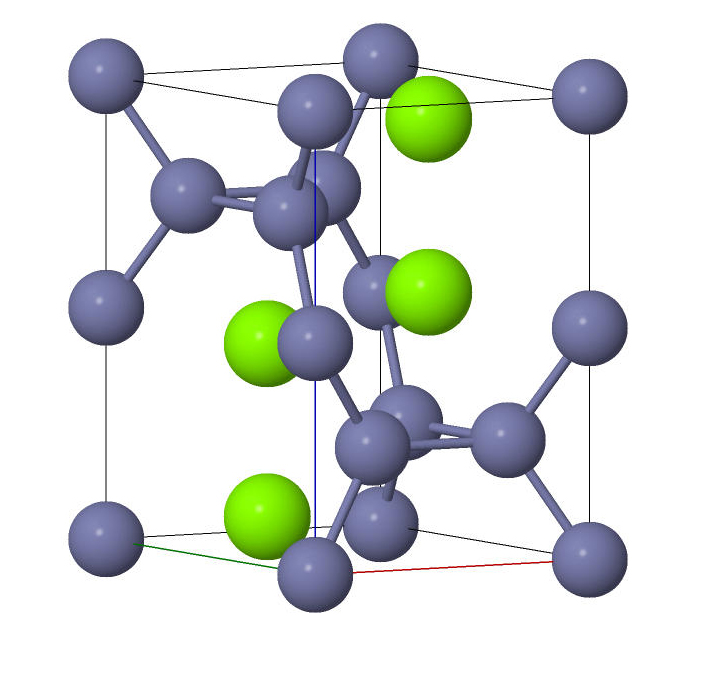
وحدة الخلية في طور لافس ذي بنية من النمط MgZn_{2} (حيث تمثل ذرات المعنسيوم باللون الأخضر.

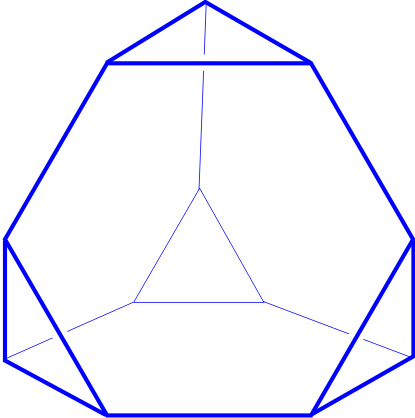
متعدد سطوح لافس

طور لافس هو طور من الأطوار التي تبديها المركبات بين الفلزية ذات التركيب AB2؛ وهي تنسب إلى الكيميائي فريتز لافس، الذي كان أول من وصفه. تصنف هذه الأطوار اعتماداً على هندستها الجزيئية لوحدها؛ حيث تبرز بشكل خاص عند ارتصاص نوعين من الذرات ذوي حجمين مختلفين.
تصنف أطوار لافس إلى ثلاثة أنماط بنيوية: نمط MgCu2 المكعب (C15)؛ ونمط MgZn2 السداسي (C14)؛ ونمط MgNi2 السداسي (C36). على العموم فإن في مركب من النمط AB2 تكون الذرات A مصطفة على شكل معين أو سداسي أو أي بنية متعلقة؛ في حين أن الذرات B تشكل رباعيات سطوح حول الذرات A.
في حالة كان التناسب بين الذرتين في أي طور من أطوار لافس الثلاثة بمقدار {\displaystyle {\sqrt {3/2}}\approx 1.225}, فإن البنية تأخذ شكلاً ذا تعبئية متراصة ببنية رباعية السطوح؛ وعندها التناسب يكون للبنية كثافة متراصة مقدارها 0.710. عادة ما يكون للمركبات في أطوار لافس نسبة حجم ذري بين 1.05 و 1.67. يمكن تشكيل مشابهات لأطوار لافس عند حدوث التجميع الذاتي لتبعثر غروانية مكون من ذرات (كرات) من حجمين مختلفين.